# La Palud-sur-Verdon
La Palud-sur-Verdon är en kommun i departementet Alpes-de-Haute-Provence i regionen Provence-Alpes-Côte d'Azur i sydöstra Frankrike. Kommunen ligger  i kantonen Moustiers-Sainte-Marie som ligger i arrondissementet Digne-les-Bains. År 2022 hade La Palud-sur-Verdon 350 invånare.

## Befolkningsutveckling
Antalet invånare i kommunen La Palud-sur-Verdon
Referens: INSEE